# Sân vận động Luân Đôn
Sân vận động Luân Đôn (tiếng Anh: London Stadium) là một sân vận động đa năng nằm ở Olympic Park Stratford, Lower Lea Valley, East End của London. Sân được xây dựng cho vai trò là địa điểm trung tâm cho Thế vận hội Mùa hè 2012 và Paralympic Mùa hè 2012, bao gồm lễ khai mạc cũng như lễ bế mạc. Trong khoảng thời gian đó sân được gọi là Sân vận động Olympic. Sân vận động Luân Đôn có sức chứa 80.000, là sân vận động lớn thứ ba ở Anh sau sân vận động Wembley và Sân vận động Twickenham.
Sân đang được West Ham United F.C. thuê làm sân nhà hiện tại sau khi bán đi sân nhà cũ Upton Park.